# دیک لوکین
دیک لوکین (هلندی: Dick Lukkien؛ زادهٔ ۲۸ مارس ۱۹۷۲) بازیکن سابق و مربی فوتبال اهل هلند است.